# Казак, Максим Анатольевич
Макси́м Анато́льевич Каза́к (18 февраля 1961, Москва) — российский историк, кандидат исторических наук. C апреля 2011 года — ректор КГУ им. К. Э. Циолковского.

## Биография
В 1983 году окончил исторический факультет КГПИ им. К. Э. Циолковского. В вузе работает с января 1990 года. В сфере научных интересов М. А. Казака находится политическая и социокультурная история Южной Азии. 16 мая 1997 года в Институте востоковедения РАН защитил диссертацию «Формирование и развитие системы народного образования в Пакистане» на соискание учёной степени кандидата исторических наук. В 1997—2011 годах декан исторического факультета КГПУ им. К. Э. Циолковского.
Избран ректором Калужского государственного университета им. К. Э. Циолковского 12 апреля 2011 года на конференции научно-педагогических работников, сотрудников и студентов университета. Переизбран на новый срок 9 июня 2016 года.
С 30 мая 2023 года является председателем Калужского регионального отделения общества «Знание».
В 2024 году являлся доверенным лицом кандидата в президенты России Владимира Путина.

## Ректор университета
Казак стал инициатором значительных структурных изменений в университете: все сохранявшиеся в вузе факультеты были преобразованы в институты. Факультет начального образования в 2012 году преобразован в институт педагогики, исторический факультет и факультет практической психологии в 2014 году — в институт истории и права и институт психологии соответственно, физико-математический и инженерно-педагогический факультеты объединены в физико-технологический институт. 1 октября 2020 года в институты были реорганизованы два последних факультета: факультет иностранных языков — в институт лингвистики и мировых языков, филологический факультет — в институт филологии и массмедиа, тогда же физико-технологический институт преобразован в инженерно-технологический.
По инициативе ректора Казака в 2012 году в институте естествознания университета была начата подготовка студентов по направлению «лечебное дело». 1 октября 2020 года на основе отделения «лечебное дело» был образован медицинский институт.
Благодаря М. А. Казаку  значительно улучшилась материальная база университета: введены в строй два новых студенческих общежития: в 2015 году — 14-этажное здание на 884 места, рядом с основным учебным корпусом, в 2016 — 5-этажное здание на 225 мест на улице Кутузова г. Калуги, также завершено строительство собственного бассейна университета на правобережье Калуги.
По инициативе Максима Казака на пересечении улиц Степана Разина и Тульской в 2016 году был построен новый учебный корпус. Здание имеет переменную этажность (6 и 9 этажей), его общая площадь составляет 18,7 тысяч м2. С вводом в строй этого корпуса общая площадь учебных зданий университета увеличилась более чем в два раза, полностью удовлетворив потребности вуза в помещениях. В связи с чем ректор Казак предложил отказаться от использовании удалённых отдельно стоящих корпусов, расположенных на улице Советской, д. 20 и переулке Теренинском, д. 6.

## Награды и почётные звания
- Награждён Почётной грамотой Губернатора Калужской области (2015)[17].
- Награждён медалью «За особые заслуги перед Калужской областью» III степени (2016)[18].
- Награждён медалью «За особые заслуги перед Калужской областью» II степени (2021)[19].